# Carl-Johan Wettergren
Karl-Johan Elis Wettergren, född 3 juni 1923 i Engelbrekts församling, Stockholm, död 23 september 2003 i Svanskog, var en svensk industriman. Han var son till Elis Wettergren.

## Biografi
År 1947 avlade han civilekonomexamen i Göteborg och tog därefter anställning inom skogsindustrin vid Uddeholms AB. År 1952-1957 var han anställd vid Bäckhammars Bruk AB. År 1957 kom han till Rottneros AB där han blev VD år 1970. År 1976 flyttade han till Svanskog i Värmland där han blev VD för Swanboard AB. Företaget hade grundats i början av 1900-talet av John Brynteson, då känd som "guldkungen i Svanskog". År 1978 köpte Carl Johan Wettergren alla aktier i företaget och 1981 köpte han även Rottneros AB. År 1981 blev han utsedd till "Årets Värmlänning" för sina insatser inom värmländsk industri.
Under Carl-Johan Wettergrens ledning kom Swanboard AB att växa till Europas största boardkoncern. Under slutet av 1980-talet blev det kris för boardindustrin i hela Europa och den krisen drabbade även Swanboard AB. Flera år med förluster i koncernen resulterade i att den begärdes i konkurs 1992.
Tillsammans med sin hustru Berit bildade han år 1983 Berit och Carl-Johan Wettergrens stiftelse. Den har till uppgift att stödja utbildning och vetenskaplig forskning med anknytning till Värmland.